# Fairview (Maryland)
Fairview es un lugar designado por el censo ubicado en el condado de Washington en el estado estadounidense de Maryland. En el Censo de 2010 tenía una población de 76 habitantes y una densidad poblacional de 139,07 personas por km².

## Geografía
Fairview se encuentra ubicado en las coordenadas 39°42′40″N 77°50′26″O / 39.71111, -77.84056. Según la Oficina del Censo de los Estados Unidos, Fairview tiene una superficie total de 0.55 km², de la cual 0.55 km² corresponden a tierra firme y (0%) 0 km² es agua.

## Demografía
Según el censo de 2010, había 76 personas residiendo en Fairview. La densidad de población era de 139,07 hab./km². De los 76 habitantes, Fairview estaba compuesto por el 100% blancos, el 0% eran afroamericanos, el 0% eran amerindios, el 0% eran asiáticos, el 0% eran isleños del Pacífico, el 0% eran de otras razas y el 0% pertenecían a dos o más razas. Del total de la población el 0% eran hispanos o latinos de cualquier raza.